# Dole
Dole er en kommune i departementet Jura i regionen Franche-Comté i det østlige Frankrig. Dole er underpræfektur i departementet.
Gennem mange år var Dole hovedstad i Frigrevskabet Burgund. Hertug Filip den Gode af Burgund oprettede et universitet i byen i 1422.
Under Den fransk-hollandske krig blev Frigrevskabet Burgund erobret af Ludvig 14. af Frankrig. Landskabet skiftede navn til Franche-Comté. I 1676 gjorde Ludvig 14. Besançon til hovedstad i stedet for Dole. I 1691 blev universitetet også flyttet til Besançon.
47°05′32″N 5°29′23″Ø / 47.0922°N 5.4897°Ø